# Osteopatia
L'osteopatia o medicina osteopàtica és una pseudociència desenvolupada per Andrew Taylor Still (EUA, 1828-1917) basada en la teoria que totes les malalties són causades per una pèrdua de la integritat estructural. El nom prové del grec antic ὀστέον (os) i -πάθεια (dolor). Cal no confondre-la amb la fisioteràpia que sí que té ample reconeixement científic.

## Bases
L'osteopatia es basa una pseudociència que indica que tots els sistemes del cos treballen conjuntament, estan relacionats i, per tant, els trastorns en un sistema poden afectar el funcionament dels altres. És, per tant, una pràctica de caràcter holístic. El tractament, que és manual, s'anomena manipulació osteopàtica, i consisteix en un conjunt de tècniques pràctiques orientades a alleujar el dolor, restaurar funcions i promoure la salut i el benestar. Utilitza un gran nombre de tècniques (impulsos d'alta velocitat i curta amplitud, tècniques funcionals, inhibicions, etc.) per recuperar l'harmonia i l'equilibri.
Segons els seus principis, per mitjà la manipulació del sistema músculo-esquelètic es poden guarir les afeccions d'òrgans vitals o malalties, ja que aquesta manipulació ajudaria a revitalitzar el regatge sanguini o tornar el grau de mobilitat normal a l'articulació malmesa i, per tant, al guariment del pacient.

### Principis
- Holisme: el cos funciona com una unitat, no com un conjunt d'òrgans.
- Autocuració: el cos sempre cerca la pròpia reparació, encara que la malaltia alteri aquest esforç.
- Component somàtic de la malaltia: tota malaltia es manifesta de forma externa com a símptoma somàtic.
- Relació forma-funció: l'estructura d'un òrgan influeix en la seva funció i viceversa.
- Influència interna per mitjà d'accions externes: les forces externes modifiquen la forma i les funcions internes.

### Credo
A Research and Practice of Osteopathy (1910) A. Taylor Still, creador de l'osteopatia dictava aquests punts de credo:
1. Creiem en la salubritat de la higiene.
2. Ens oposem a l'ús de medicaments.
3. Ens oposem a la vaccinació.
4. Ens oposem a l'ús de sèrums per al tractament de la malaltia. La natura proveeix, si sabem com alliberar-los, els seus propis sèrums.
5. Creiem que certs casos necessiten una intervenció quirúrgica i hi recorrem en última instància. Creiem que moltes operacions són inútils i que poden evitar-se per mitjà d'un tractament osteopàtic.
6. En el tractament de la malaltia, l'osteòpata no es basa ni en l'electricitat, ni en els rajos X, ni en la hidroteràpia, ni en cap mitjà auxiliar, sinó en les manipulacions osteopàtiques.
7. Simpatitzem amb altres sistemes de guariment naturals, no tòxics, però no els integrem en el nostre sistema. Ens oposem absolutament a l'ús de medicaments. Sobre aquest punt, almenys, tots els mètodes naturals no tòxics concorden. Els principis fonamentals de l'osteopatia són diferents dels altres sistemes, i la causa de la malaltia és considerada des d'un únic punt de vista: la malaltia és conseqüència d'anomalies anatòmiques causades per una disfunció fisiològica. Per a guarir la malaltia, cal tornar a la normalitat els òrgans anormals. Per tant, altres mètodes els principis dels quals són totalment diferents no tenen lloc dintre del sistema osteopàtic.
8. L'osteopatia és un sistema independent i es pot aplicar a totes les malalties, inclosos els casos purament quirúrgics i, en aquest cas, la cirurgia no és més que una branca de l'osteopatia.
9. Creiem que el nostre camp terapèutic és bastant gran i que, si hi penetressin altres mètodes, desallotjarien necessàriament gran part de l'osteopatia.

## Tipus de tècniques
L'osteopatia, depenent de l'estructura del cos on s'apliqui, utilitza diferents tècniques:
- Tècniques estructurals: adreçades al restabliment de l'aparell músculo-esquelètic i de la postura, amb especial atenció a la columna vertebral i a tractar els traumatismes.
- Tècniques cràneo-sacres: adreçades als problemes cranials i sacres i al sistema nerviós central.
- Tècniques viscerals: Enfocades a la curació d'òrgans i vísceres. Se'n millora la funció mitjançant la manipulació per aconseguir un millor reg sanguini.
- Tècniques fascials: Aconsegueixen l'harmonització del teixit conjuntiu mitjançant tècniques molt suaus que intenten harmonitzar aquests teixits.

## Estudis
Als Estats Units els osteòpates són considerats metges i, per tant, poden receptar i practicar la cirurgia. La titulació que s'obté després de cursar els estudis universitaris és la de "Doctor in osteopathy".
En els països europeus on els estudis d'osteopatia estan reconeguts, la formació és universitària i equival a un segon cicle (prèviament s'ha de tenir una llicenciatura en ciències de la salut). Un cop finalitzada la formació s'obté el "Degree in osteopathy" al Regne Unit. A França s'ofereix formació universitària a temps complet sense necessitat d'una titulació universitària prèvia en salut, autorisation d'utiliser le titre d'ostéopathe. El decret sobre l'osteopatia més recent va ser promulgat el 2007.
A l'Estat espanyol la formació reglada en osteopatia requereix prèviament una titulació en ciències de la salut. El ROE, registre d'osteòpates de l'Estat espanyol aplega els osteòpates provinents de formacions reglades i que voluntàriament s'han registrat.

## Altres pràctiques semblants
Quiropràctica